# Mi secretaria
Mi secretaria fue una serie de televisión mexicana del género de comedia producida por Humberto Navarro, con libretos de Antonio Ferrer, y transmitida por el Canal de las Estrellas entre 1978 y 1986.

## Argumento
La serie cuenta la vida y milagros de Lupita: una bella, soñadora e inteligente mujer de clase media que está en la treintena y que trabaja como secretaria en el área de contabilidad de la agencia de publicidad Vito Gavito & Cia. y que, casi siempre, termina siendo la intermediaria entre su jefe, el gruñón pero bondadoso don Caritino Estudillo y Picoy (quien está enamorado en secreto de Lupita) y las chismosas, inconformistas y poco trabajadoras compañeras de aquella: Adalina (siempre ataviada con extravagantes pelucas y aprovecha cualquier pausa para comer, a pesar de su delgadez); Judy, la telefonista que trata en vano de conquistar a Don Caritino; Dulce, "La Pelangocha" (quien discute por cualquier cosa un día sí y otro también con "Don Cacahuate", como todas llaman informalmente a Don Caritino); Queta (la sexy del grupo) y "La Tarabilla" (quien tiene la extraordinaria facultad de hablar bastante rápido, desconcertando así a su jefe); cuando no tiene que lidiar en su propia casa con las locuras de César (su desempleado y botarate hermano) y don Guillermo, el padre de ambos, quien se niega a aceptar su jubilación y que considera que su hija debería dejar de una buena vez su trabajo para casarse y ser madre, aunque Lupita todas las noches le pide a la luna y a su difunta madre que la ayuden a conseguir un buen hombre para ella.

## Reparto

### Principal
- Lupita Lara ... Guadalupe «Lupita» Ramírez
- César Bono ... César Ramírez
- Zoila Quiñones ... Adalina
- Maribel Fernández ... Dulce, «La Pelangocha»
- Judy Ponte ... Judy María Justina
- Isabel Martínez ... «La Tarabilla»
- Pompín Iglesias ... Don Caritino Estudillo y Picoy
- Guillermo Zarur ... Guillermo «Guillo» Ramírez
- Marta Zamora
- Aldo Monti ... Sr. Aldaco
- María Prado
- Begoña Palacios ... Lucha
- María Elena Saldaña
- Flor Trujillo ... Flor
- Pilar Delgado ... Pilar
- Sonia Piña ... Zulma
- Aida Pierce ... Aída
- Carlos Piñar ... Carlos
- Magdalena Callejas....

### Recurrente
- Wanda Seux
- Enriqueta Lara ... Queta
- Alfonso Iglesias III ... Ponchito
- Zamorita ... Asensorista #1
- Socorro Bonilla
- Frank Moro
- Jorge Gongora ... Ascensorista #2
- María Prado

## Producción
Según contó Lupita Lara en una entrevista, el episodio piloto de esta serie se filmó en 1975 pero, por cuestiones económicas, Televisa decidió no producirla sino tres años más tarde, lo que explicaría el hecho de que algunas fuentes en Internet (como IMDb y FilmAffinity) aseguran que la serie se inició en ese año. Por otra parte, este capítulo piloto se transmitió en algunos países junto con el resto de la serie.
Una entonces desconocida Laura León hizo el papel de "La Pelangocha" en el capítulo piloto de la misma, pero finalmente dicho rol lo obtendría Maribel Fernández, quien terminaría siendo inmortalizada con ese apelativo.
Contrario a lo que se pudiera suponer, la constante repetición de palabras y frases dichas en esta serie por Pompín Iglesias (como, por ejemplo, la inolvidable: "¡Qué bonita familia! ¡Qué bonita familia! ¡Qué bonita familia!") no eran parte de su personaje, sino que el mismo Iglesias tenía esa costumbre tanto dentro como fuera de escena.
La serie fue concebida por el productor Humberto Navarro junto con el escritor Antonio Ferrer y se basó en las propias experiencias de Navarro cuando, siendo muy joven, trabajaba como office boy en la oficina en donde también su señora madre hacía lo propio como secretaria.
Zoila Quiñones es una reconocida actriz de doblaje quien fue la voz en español de la actriz japonesa Yumiko Kokonoe, quien se haría famosa en las décadas de los años 60 y 70 por su protagonización en el dorama Señorita Cometa.
El escritor colombiano Fernando Gaitán declaró en una ocasión que esta serie fue uno de los motivos de inspiración para la realización de su muy galardonada telenovela Yo soy Betty, la fea -y, muy especialmente, con la subtrama de "el cuartel de las feas"- por retratar fielmente los diversos conflictos, intrigas y enredos que suceden en una oficina y las relaciones entre empleados y jefes, así como también entre los mismos empleados. 
Antonio Ferrer también es el autor de la serie cómica Hogar dulce hogar, la cual fue producida igualmente por Televisa en esa época.

## Premios

### Premios TVyNovelas
| Año  | Categoría              | Nominado        | Resultado |
| ---- | ---------------------- | --------------- | --------- |
| 1985 | Mejor actor de comedia | Pompín Iglesias | Ganador   |